# Margherita Grandi
Ne doit pas être confondue avec Emma Vecla.
Pour les articles homonymes, voir Grandi.
Margherita Grandi ou  Djéma Vécla, à ses débuts, née Margaret Gard (10 octobre 1892 - 29 janvier 1972) est une soprano italienne d'origine australienne.

## Biographie
Margherita Grandi est née à Harwood Island sur la Clarence River, près de Maclean, Côte Nord (Nouvelle-Galles du Sud) en Australie. Quand elle a  dix ans, sa famille déménage en Tasmanie et elle va à l'école dans le centre de Hobart. Elle quitte l'Australie en 1911 pour étudier au Conservatoire Royal de Musique de Londres. Elle étudie également avec Mathilde Marchesi et Jean de Reszke, et plus tard à Paris avec Emma Calvé. Elle fait ses débuts professionnels à Paris, en tant que mezzo-soprano sous le nom de scène de Djéma Vécla, anagramme de Calvé, où elle chante le rôle de Charlotte  de Werther de Massenet. En 1922, elle créé Amadis de Massenet à Monte-Carlo,.
Elle va en Italie, où elle se marie avec le metteur en scène Giovanni Grandi,, avec qui elle a une fille, Patricia. Après de nouvelles études à Milan, avec Giannina Russ, et une absence de la scène de près de dix ans, elle fait de nouveaux débuts en tant que soprano sous son nom de femme mariée Grandi, en 1932, au Teatro Carcano de Milan, dans le rôle-titre d'Aida de Verdi. Elle fait ses débuts à La Scala de Milan en 1934, dans le rôle d'Helena dans Mefistofele de Boito. Elle fait ses débuts britanniques en 1939, à l'opéra de Glyndebourne dans Macbeth de Verdi dirigée par Fritz Busch, considéré comme son plus grand rôle. Elle chante le rôle de Maria dans la première italienne de Friedenstag de Richard Strauss en 1940,. Plus tard, elle est envoyée dans un camp d'internement à Avellino, près de Naples ; elle récupère son mari et se retirent dans les Alpes italiennes pour la durée de la guerre. Elle aurait activement soutenu les partisans, en les aidant à faire passer en contrebande des aviateurs alliés en Suisse.
Elle retourne en Grande-Bretagne après la Seconde Guerre mondiale, elle chante au Royal Opera House de 1947 à 1950, dans le rôle de Donna Anna dans Don Giovanni de Mozart, Leonora de Il trovatore et le rôle-titre de Tosca de Puccini. Elle y créé le rôle de Diana dans Les Olympiens d'Arthur Bliss. Elle chante Lady Macbeth au Festival d'Edimbourg en 1947, publié depuis sur CD. En 1948, elle enregistre la grande scène de somnambulisme de l'acte IV de Macbeth, dirigée par Sir Thomas Beecham. Le dernier ré aigu supérieur de la scène finale est  chanté « comme un fantôme » par la soprano colorature Dorothy Bond (en) Lorsque la nouvelle est sortie peu de temps après, Grandi annonça que cette note ne la dépassait pas et qu’elle la chanterait elle-même lors d’un prochain concert à l'Albert Hall, ce qu'elle a fait.
La voix de Margherita Grandi est entendue dans le film de 1948 Les Chaussons rouges. Elle se retire de la scène en 1951, et meurt à Milan en 1972.
Elle peut être écouté sur le disque et dans la vidéo dans le rôle de Giulietta dans Offenbach' Les Contes d'Hoffmann dirigée par Beecham, et dans des extraits de Macbeth, La forza del destino et Don Carlos, de Verdi et Tosca de Puccini. Elle a laissé quelques enregistrements commerciaux qu'elle avait faits dans les années cinquante au moment où elle est passée par le studio. Elle n'a jamais effectué de représentation, ou même retourné dans son Australie natale après l'avoir quitté en 1911, et, par conséquent, y est peu connue.